# 138200 Anderswall
138200 Anderswall è un asteroide della fascia principale. Scoperto nel 2000, presenta un'orbita caratterizzata da un semiasse maggiore pari a 2,570190 UA e da un'eccentricità di 0,140678, inclinata di 14,630956° rispetto all'eclittica.